# ارلن تور
ارلن تور (به انگلیسی: Arlene Tur) بازیگر، مجری تلویزیون و مدل آمریکایی است. 

## اوایل زندگی
ارلن تور در میامی، تنها فرزند والدینی بود که پناهنده سیاسی کوبایی به ایالات متحده بودند. او از مدرسه مسیحی فلوریدا فارغ التحصیل شد و در دانشگاه بین المللی فلوریدا تحصیل کرد، جایی که با مدرک دوگانه بازاریابی و روابط عمومی فارغ التحصیل شد. تور در دوران کالج والیبال ساحلی حرفه‌ای بازی می‌کرد و در نتیجه توسط عوامل مدلینگ به او نزدیک شد و حرفه مدلینگ را آغاز کرد.

## زندگی شخصی
تور در لس آنجلس، کالیفرنیا زندگی می‌کند.